# 塔爾弗河

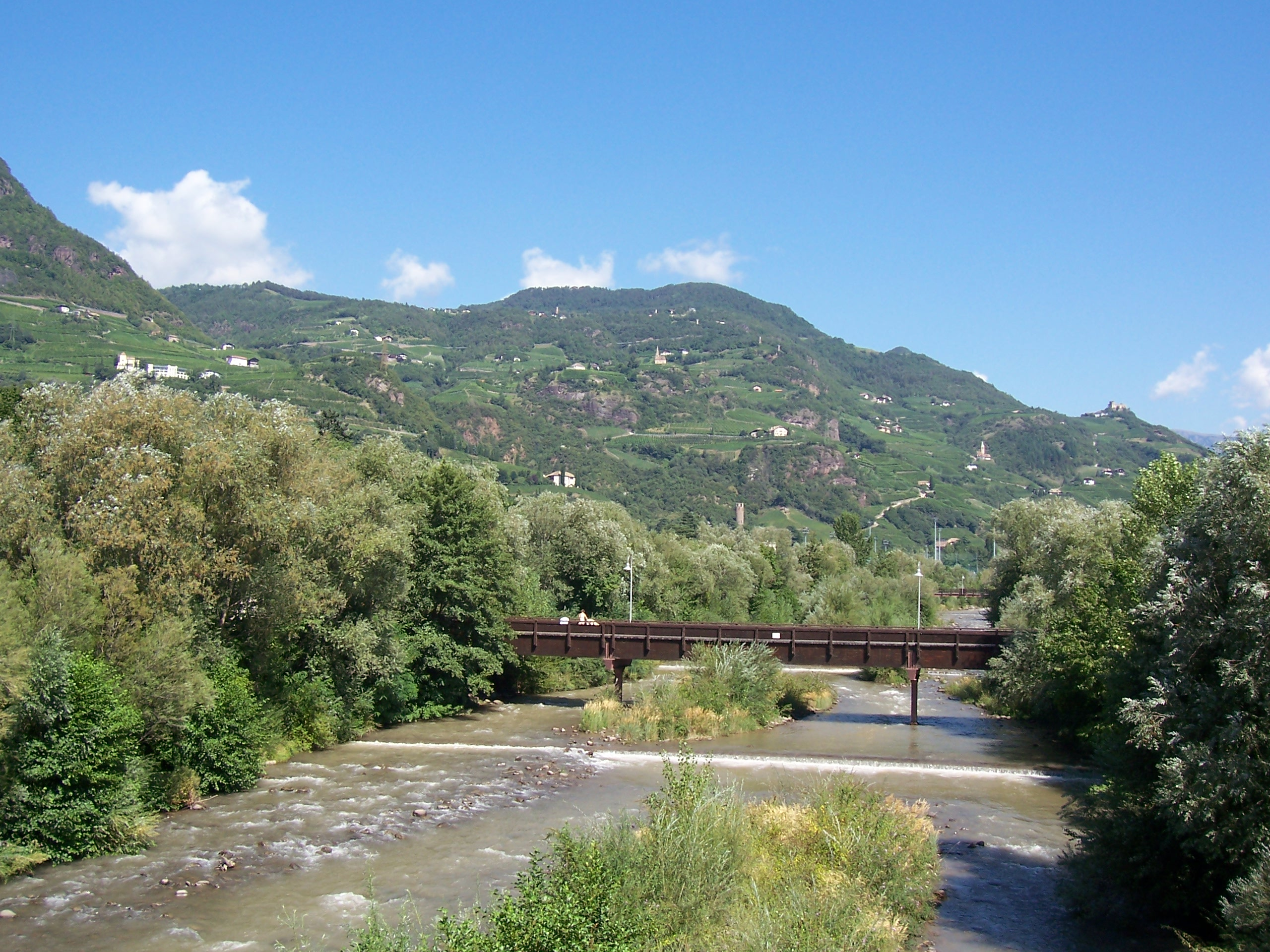

塔爾弗河（德語：Talfer，發音：[ˈtalfɐ] ⓘ），又称塔尔韦拉河（義大利語：Talvera），是意大利南蒂罗尔的河流，河道全長45公里，流域面積429平方公里，平均流量每秒12.5立方米，發源自博尔扎诺，最終注入艾薩克河。

## 外部連結
- Civic Network of South Tyrol （页面存档备份，存于） （德文） （意大利文）